# مهرجان الطعام اليوناني في دالاس
يُقام احتفال الطعام الإغريقي سَنويا في دالاس، تكساس «االولايات المتحدة»، حيث يُعرض المطبخ يوناني وثقافة اليونان.
أُقيم هذا الاحتِفال للمَرة الأولى في دالاس عام 1956 واحتُفلَ بالذكريِ السَنوية الخَمْسين له عام 2006، وقد نَما احتفال الطِعام الإغريقي ليُصبح حَدثًا ذُو أهمية وطنية، يُقدم فيها أفضل ما في الطعام الاغريقي، مِن أطباق معكرونة ونَبيذ مَنزلي الصُنع، رقصات وموسيقى إغريقية. بالإضافة إلى هذا، يمتلك جميع الحضور والمشاهدين الفُرصة للتَعلم أكثر عن التاريخ والثقافة الاغريقية والاستمتاع بالطهو مِن طباخي دالاس المُشاركين.
وكمُعظم الاحتفالات الإغريقية التي تُنَظم عَن طريق الكَنيسة الأرثوذكسية، تُعتبر مركزًا للنشاطات الثقافية في المُجتمع الإغريقي، كذلك مُعترفٌ باحتفال الطِعام الإغريقي في دالاس مِن قِبل الكنيسة اليونانية الأرثوذكسية.